# 511 Davida
511 Davida è un grande asteroide della fascia principale del diametro medio di circa 326,06 km. È un asteroide di tipo C, caratterizzato quindi da una superficie molto scura e una composizione di rocce carbonate.
Davida fu scoperto il 30 maggio 1903 da Raymond Smith Dugan dall'Osservatorio Königstuhl, situato nei pressi di Heidelberg (Germania). Fu battezzato così in onore David Peck Todd (storpiatura dovuta alla vecchia consuetudine di battezzare i pianetini con nomi femminili), un professore di astronomia all'Amherst College. È ritenuto il quinto più grande pianetino individuato finora, misurando 326 km di diametro e comprendendo nelle stime l'1,6% della massa totale della fascia di asteroidi.

Davida è uno dei pochi asteroidi della fascia principale la cui forma sia stata determinata tramite osservazioni visive compiute dal suolo terrestre. Nel dicembre 2002, gli astronomi all'Osservatorio Keck (Hawaii) utilizzarono il telescopio Keck II, che montava ottiche adattive, per fotografare Davida. L'immagine rivelò un oggetto semi-oblungo con almeno due sfaccettature piane. Il suo periodo di rotazione è pari a circa 5 ore.